# Консерва
Консервата е херметически затворен, стерилизиран хранителен продукт, предназначен за запазване и складиране на храната за дълъг период от време. Най-често консервите са в метални кутии, които изискват рязане на метала за отварянето им. Металът от който се изработват е обикновено стомана, покрита със слой от калай, макар че съществуват алуминиеви (които започват да се употребяват през 1960-те) и други консерви. Металната консерва е патентована през 1810 година. В началото се използва олово за запояване, което води до отравяния. Размерите на консервите са стандартни – 250, 500, 750 ml и 1 L.